# 負重訓練
負重訓練（英語：Weight training），在台灣習慣稱為重量訓練，簡稱重訓，是以增加肌肉強度及體積為目標的力量訓練。使用不同部位骨骼肌組織之收縮（向心收縮或離心收縮）產生之力量，抗衡重力（通常指啞鈴、壺鈴、槓鈴及其他器械之重量或阻力），使肌肉得到鍛鍊。針對人體不同的肌肉群組，有不同的重量訓練動作。
與舉重、健力及健美運動不同，重量訓練並非獨立的運動項目，而是不同運動員訓練的基本元素，用以提升肌力、肌耐力、爆發力或肌肉圍度，進而提升運動表現。
重量訓練為一精密之運動科學，當中的不同元素包括負重量、動作質素、重複次數、組數甚至訓練之間的休息時間，均會對訓練的結果造成影響。

## 重量訓練的好處

臥推舉為鍛鍊胸肌之重量訓練之一

- 增加肌肉力量
- 提升新陳代謝
- 增加肌肉體積
- 改善體型
- 強化骨骼，減少骨質流失
- 幫助減脂[1]